# Biały Ług (Łódź)
Pour les articles homonymes, voir Biały Ług.
Biały Ług est une localité polonaise de la gmina et du powiat de Zduńska Wola en voïvodie de Łódź.